# São José do Imbassaí
São José do Imbassaí  é um bairro do município de Maricá, na Região do Grande Rio, no estado do Rio de Janeiro, Brasil. Dista cerca de sete quilômetros do Centro.

## Características
É dividido em vários loteamentos e condomínios como: Manu Manuela Village, Pedra Grande I, Pedra Grande II, Pedra Grande III, Marine, Valmar, São Francisco, Parque São José, Parque Central, Campo Mar, Ouro Mar, Praia das Amendoeiras, 26 de Maio, Marine, entre outros.
São José do Imbassaí faz divisa com a APA de Maricá, onde existe uma grande área de Mata Atlântica e um grande número de espécies de animais e plantas.
Possui a Paróquia de São José (antiga Capela), situada no outeiro do mesmo nome, em área não urbanizada que serve como mirante. Está voltada para o canal de São Bento, avistando-se, do local, a Lagoa e a Restinga de Maricá, além das pedras de Inoã e de Macacos. É uma pequena capela construída em 1675. Em torno dela, formou-se o primeiro povoado de Maricá. Possui arquitetura de valor histórico de estilo jesuítico, caracterizando-se pela simplicidade. Próximo à capela, há um coreto de construção posterior.

## Índios guaranis
Em junho de 2013, os índios guaranis embiás da aldeia Tekoá Mboy-ty, na praia de Camboinhas, no município vizinho de Niterói, se mudaram para o distrito.